# Магнітний потік
Магні́тний поті́к — скалярна величина, потік вектора магнітної індукції через задану поверхню, позначається грецькою літерою {\displaystyle \Phi }. Вимірюється у веберах (тесла·м²) або у максвелах у гаусовій системі одиниць.

## Визначення

Для обрахунку магнітного потоку поверхню розбивають на малі ділянки, і обраховують елементарний магнітний потік для кожної з них

Магнітний потік через елементарну поверхню {\displaystyle dS} дорівнює:
{\displaystyle d\Phi =\mathbf {B} \cdot \mathbf {n} dS=B\cos \theta dS},
де {\displaystyle \mathbf {B} } — вектор магнітної індукції, а {\displaystyle \theta } — кут між цим вектором і перпендикуляром до поверхні {\displaystyle dS}.
Магнітний потік через поверхню {\displaystyle S} тоді виражається як інтеграл
{\displaystyle \Phi =\int \!\!\!\int _{S}\mathbf {B} \cdot \mathbf {n} dS}.
Магнітний потік можна розуміти як кількість силових ліній, що перетинають поверхню.
Магнітний потік може бути як позитивним, так і негативним. Знак визначається вибором напрямку, у якому проводиться перпендикуляр до поверхні.
Також, за теоремою Стокса, магнітний потік можна виразити через інтеграл по контуру від векторного потенціалу електромагнітного поля як:
{\displaystyle \Phi =\oint _{L}\mathbf {A} \cdot d\mathbf {l} }
Оскільки поле {\displaystyle \mathbf {B} } є вихровим (його силові лінії завжди замкнені), магнітний потік через будь-яку замкнену поверхню (тобто, поверхню, що не має краю, як сфера або тор) дорівнює нулю. Ненульовий потік у такому випадку можливий лише якщо існують магнітні монополі.

## Електромагнітна індукція
Зміна магнітного потоку згідно рівнянь Максвелла створює вихрове електричне поле, циркуляція якого дорівнює:
{\displaystyle \oint _{L}\mathbf {E} d\mathbf {l} =-{\frac {\delta \Phi _{k}}{\delta t}}},
де {\displaystyle \Phi _{k}} — магнітний потік через поверхню, що обмежується контуром, циркуляцію поля у якому ми вимірюємо.
У випадку, якщо контур зроблений з матеріалу з низьким опором, наприклад, металу, то електрорушійна сила у цьому контурі буде дорівнювати:
{\displaystyle {\mathcal {E}}=-{\frac {d\Phi _{k}}{dt}}}
Це рівняння називається законом електромагнітної індукції Фарадея. Цей закон стосується двох різних ситуацій — коли контур рухається, змінюючи свою форму, або коли змінюється магнітне поле.
На відміну від рівнянь Максвела, закон Фарадея працює не завжди. Існує низка ситуацій, що відомі під загальною назвою парадокси Фарадея, при яких е.р.с. виникає, хоча не мала б, або навпаки, не виникає, хоча за законом Фарадея повинна була б виникати.

## Спрямовування магнітного потоку
У речовинах, відносна магнітна проникність яких значно більша за одиницю, тангенціальна компонента магнітного потоку підсилюється в μ разів, тому у таких речовинах потік майже завжди напрямлений паралельно границі магнетопроникного середовища і слабко міняється з відстанню. Це дозволяє будувати магнітопроводи — стрижні з магнітного матеріалу, що передають магнітне поле подібно тому, як провідники передають струм. Сукупність магнітопроводів і розділяючих їх діамагнетиків, що спрямовують магнітний потік у електричній машині називають магнітним ланцюгом.

## Квантування магнітного потоку
У випадку, якщо контур зроблений з надпровідника, магнітний потік, що проходить крізь нього може набувати лише дискретних значень, пропорційних величині {\displaystyle \Phi _{0}=\hbar /2e=2,0678506\cdot 10^{-15}} Вб. Ця величина називається квантом магнітного потоку. Коефіцієнт 2 у знаменнику виразу для {\displaystyle \Phi _{0}} вказує на те, що носіями заряду у надпровіднику є куперівські пари.